# Monte Orditano
Il monte Orditano (950 m s.l.m.) è un monte della val Polcevera, nell'Appennino Ligure.

## Geografia
La montagna è situata nel comune di Ceranesi nella città metropolitana di Genova, poco lontano dai Piani di Praglia e dal confine con il Piemonte.
Dal monte nasce il torrente Stura che a Ovada confluisce nell'Orba dopo 31 km.

## Escursionismo
Il monte è attraversato dall'Alta Via dei Monti Liguri.